# ألبرت داي (سياسي)
ألبرت داي (بالإنجليزية: Albert Day)‏ هو سياسي أمريكي، ولد في 29 نوفمبر 1797، وتوفي في 11 نوفمبر 1876.